# 李珏 (朝鮮)
李珏（：／；16世纪？—1592年5月14日） ，朝鮮王朝官吏。
萬曆朝鮮之役開始時，他任慶尚左兵使屯駐蔚山北方兵營，釜山鎮之戰和東萊城之戰期間從守備府使宋象賢處放棄防守，在慶州城之戰前棄職棄地逃脱。
漢城府陷落後，臨津都元帥金命元出現陣中，把他逮捕，後被判斬首。